# شهریار بن تافیل
شهریار بن تافیل، یکی از حکام محلی عمان و امارت بود که تا سال ۴۴۷ هجری در مسند ماند تا سرانجام ترکان سلجوقی به رهبری قاورد به عمان حمله بردند و بعد از جنگی کوتاه، شهریار شکست دهند و به عمر حکومت وی پایان دادند بدین ترتیب کنترل تجارت دریایی خلیج فارس به‌دست سلجوقیان افتاد.